# Illa Banks (Colúmbia Britànica)
L'illa Banks és una illa de la costa de la província canadenca de la Colúmbia Britànica. Es troba al sud de Prince Rupert, a l'estret d'Hècate, a l'est i davant de l'arxipèlag d'Haida Gwaii. A l'est hi ha les illes Pitt i l'McCauley, separes pel canal Principe. Al l'oest hi ha l'illa de Bonilla. Al sud hi ha l'arxipèlag del Grup Estevan.
L'illa fa 72 quilòmetres de llarga i entre 9,7 i 18 quilòmetres d'amplada, amb una superfície de 1.005 km². L'alçada màxima és de 536 msnm.
L'illa va ser batejada el 1787 per Archibald Menzies, botànic i cirurgià del vaixell Princess Royal, en honor de Sir Joseph Banks, aleshores president de la Royal Society que havia acompanyat James Cook durant els viatges exploratoris a la zona de 1768 a 1771.
A finals d'agost de 1787 els comerciants de pells britànics James Colnett i Charles Duncan van arribar a l'illa Banks. Van fondejar els seus dos vaixells, Prince of Wales i Princess Royal, a l'extrem sud de l'illa, on van romandre-hi durant onze setmanes mentre eren reparats. Durant aquest temps hi va haver una sèrie contactes entre els britànics i alguns Kitkatla Tsimshian. Petits conflictes es van fer més grans, amb robatoris i violència entre els dos grups. En aquelles setmanes els britànics van aprofitar per explorar les complexes vies fluvials de la regió, incloent el Principe Channel, el Douglas Channel i el Laredo Sound, en el procés de fer els primers mapes d'aquesta part de la costa.
L'explorador espanyol Jacinto Caamaño va explorar la regió el 1792, passant pel Canal Principe amb la corbeta Aranzazu. Caamaño va comptar amb l'ajuda dels mapes fets per Colnett. La incompleta exploració de la zona feta pels britànics va impulsar el virrei de Nova Espanya a ordenar una expedició a la zona que va ser encarregada a Caamaño. Durant el seu viatge Caamaño va viure un mes a l'extrem sud de l'illa Pitt, on va interactuar amb els Tsimshian.